# 中村拓武
中村 拓武（なかむら ひろむ、1971年1月10日 - ）は、日本の映画監督、俳優。映像集団H.PROJECT主宰。2007年「中村拓」より改名。

## 来歴
デビュー後、俳優として7年間、35ミリ映画やVシネマに出演した。
俳優から映画製作スタッフに転身後、制作進行、助監督を経てチーフ助監督として35ミリ映画や16ミリ映画、Vシネマの制作に携わる。
2000年、自主制作映画の制作を開始。1作目に町田政則を起用し「ワンダーオブザコイン」を製作（ピアフィルムフェスティバルにて特別賞受賞）。
2001年、2作目の作品「ドリームアフタードリーム」で下北沢スズナリ劇場にて2日間のオールナイト3回上映（計6回）にて2日間満員の記録を樹立。
2002年、3作目4作目と続けて同時進行で映画を製作。
2002年、作品「ドリームアフタードリーム」で第4回インディーズムービー・フェスティバル一般部門第4位を受賞。
2003年、作品「インマイマインド」で第5回インディーズムービー・フェスティバル一般部門第1位グランプリを受賞。
2003年、作品「ローリングストーン」で第5回インディーズムービー・フェスティバル一般部門第5位を受賞。映画祭異例の2作品同時入選、同時受賞を樹立する。
2004年,作品「ラストジョーカー」一般部門入選「失魂〜闇からの光〜」一般部門入選が、インディーズムービーフェスティバルにて昨年に続き2作品が同時入選する。
2004年に、女子高生コンクリート詰め殺人事件を題材に扱った渥美饒兒の小説を原作とした『コンクリート』を初の商業作品監督として、脚本家と製作会社の熱いラブコールを受け、苦渋の決断を経て中村組オリジナルスタッフを率いコンクリートを製作し商業劇場用映画デビューを果たす。この映画は実際の凶悪事件を題材にしたこともあり、賛否両論を含む多くの議論を呼び、一部過激な否定派の行動も手伝って、急遽一般公開が中止されるなど話題を振りまいた。映画内容は渥美饒兒の小説「17歳悪の履歴書」を元に脚本家により構成され、実際の被害者関係者、加害者関係者のアポイントはなかったという。これによりネット投稿サイトにて中村拓武を語り暴言を吐く偽者が現れたり、中村拓武本人に殺人予告が多数行われたが中村拓武は無言を貫く。唯一上映を決行した単館の上映会場にも姿を現さなかった。その後、都内の雑誌社より多数のインタビューオファーも全て断ったが、中村監督をサイト上で擁護した唯一のフリーライター1人のみにオフレコでインタビューに応えたという。
2005年、人気漫才コンビオセロの松嶋尚美の初主演となる『シナリオライター松本マリコの課題』を単館劇場用映画第2作目として監督する。
2007年、インディーズムービー・フェスティバルの援助により「インマイマインド」のセルフリメイクの計画が進められていたが、チャレンジムビー「The EARS」と援助作品の二重圧からか、中村監督本人からの援助辞退の申し出があり制作中止となる。
2008年、最新作『TheEARS』（ジアーズ）がロンドンで行われた第16回「レインダンス映画祭」に初めて海外出品され　特別賞を受賞する。会場にてスタンディングが長らく起こった作品である。この後、中村拓武監督は暫くの制作中止宣言を表明。

## 主な出演作品

### 映画
- 安藤組外伝〜掟　虐待
- 撃つ薔薇
- 空手バカ一代
- ラストジョーカー
- ビジターオブディメンション
- 荒ぶる魂たち

### テレビ
- 双子探偵
- 週末婚
- ダブルスコア
- トトの世界
- 麻生一平の事件ファイル

## 主な監督作品
- コンクリート
- シナリオライター松本マリコの課題（単館上映作品）2015年に待望のDVD化となる
- ワンダーオブザコイン（ピアフィルムフェスティバル　特別賞受賞作品）
- ドリームアフタードリーム（インディーズムービーフェスティバル第4回　第4位作品）（単館上映作品）
- 失魂〜闇からの光〜（インディーズフェスティバル第6回　入選作品）
- ラストジョーカー（インディーズフェスティバル第6回　入選作品）（単館上映作品）
- ローリングストーン（インディーズフェスティバル第5回　第5位作品）（単館上映作品）
- インマイマインド（インディーズフェスティバル第5回　第1位グランプリ作品）（単館上映作品）
- ビジターオブディメンション（単館上映作品）
- Tokyo Party Nights 2003（DVD）
- ヘブンズダストPV
- 向井誠一PV
- マセラティクラブジャパン　（MCJ）ミーティングイベントDVDvol.2
- マセラティクラブジャパン　（MCJ）ミーティングイベントDVDvol.3
- マセラティクラブジャパン　（MCJ）ミーティングイベントDVDvol.4
- マセラティクラブジャパン　（MCJ）ミーティングイベントDVDvol.5
- ユーマを探せ！パート1
- ユーマを探せ！パート2
- ユーマを探せ！パート3
- ユーマを探せ！パート4
- ユーマを探せ！パート5
- 青木ヶ原異聞（zoon）三村歩プロデュース作品　札幌映画祭出品作品　短編部門
- 青木ヶ原異聞（長編）
- TheEARS（ジアーズ）インディーズムービーフェスティバルチャレンジムービー（中島修一　原作　ガベージファクトリー）第16回レインダンス映画祭特別賞受賞作品